# 三角叶堇菜
三角叶堇菜（学名：Viola triangulifolia）是堇菜科堇菜属的植物，是中国的特有植物。分布于中国大陆的广西、广东、江西、浙江、湖南、福建等地，生长于海拔200米至1,200米的地区，一般生于山谷溪旁、林缘以及路旁，目前尚未由人工引种栽培。

## 别名
蔓地草（拉汉种子植物名称）